# Tragiscomoides
Tragiscomoides is een kevergeslacht uit de familie van de boktorren (Cerambycidae). De wetenschappelijke naam van het geslacht werd voor het eerst geldig gepubliceerd in 2009 door Teocchi & Sudre.

## Soorten
Tragiscomoides is monotypisch en omvat slechts de volgende soort:
- Tragiscomoides minettii Teocchi & Sudre, 2009